# ほ座プサイ星
ほ座ψ星（ほざプサイせい、ψ Velorum、ψ Vel）は、ほ座にある連星系である。太陽からの距離は59.9光年と推定される。見かけの合成等級は3.6で、肉眼でみることができる。

## 発見
ほ座ψ星が、二重星であることを発見したのは、ラルフ・コープランドで、1883年に観測をしている。その後、1896年から継続的な観測が行われ、20世紀初頭には軌道要素が求められ、連星と考えられるようになった。1940年代には1公転周期を超える観測が蓄積され、軌道が精度良く求められるようになった。

## 特徴
ほ座ψ星系の2つの恒星はいずれもF型星で、共通重心の周りを33.95年周期で公転している。公転軌道は、離心率が0.433、軌道長半径が0.862秒と推定される。主星のほ座ψ星Aは、スペクトル型がF0 IVに分類されるF型準巨星で、見かけの等級は3.91、伴星のほ座ψ星Bも、スペクトル型がF3 IVに分類されるF型準巨星で、見かけの等級は5.12である。質量は、主星が太陽の1.6倍程度、伴星が太陽の1.3倍程度と推定される。自転速度は、主星がおよそ140km/sと速いのに対し、伴星はおよそ17km/sとみられる。
オリン・エッゲンは、主星と伴星の明るさの差が0.6等から1.2等まで変化し、変光しているのは伴星である、と述べたが、この変光はその後確認がとれておらず、変光星総合カタログでは「新しい変光星候補」に止まっている。
ほ座ψ星は、空間速度の分析から、カストル運動星団の一員である可能性が示唆されているが、運動星団の恒星ではないとする結果もある。